# Condrea (okręg Vaslui)
Condrea – wieś w Rumunii, w okręgu Vaslui, w gminie Lunca Banului. W 2011 roku liczyła 53 mieszkańców.